# Карлайл, Остин
Остин Роберт Карлайл (нем. Austin Robert Carlile; род. 1987) — бывший вокалист электроникор-группы Attack Attack!, до 2016 года являлся ведущим вокалистом металкор-коллектива Of Mice & Men.

## Биография
Остин родился 27 сентября 1987 года в городе Пенсакола (Флорида).
В период с 2009 по 2016 год являлся фронтменом американской металкор группы Of mice & Men.
В 2007 году Карлайл присоединился к Attack Attack!, но 18 ноября 2008 года он заявил, что больше не является участником группы. "Когда его спросили почему, он ответил из-за «личных моментов». Позже, журнал Alternative Press сообщил, что Остин был уволен, в то время, когда группа была в туре.
В тот же день, когда Карлайл заявил, что больше не является частью Attack Attack!, он официально объявил о создании своего собственного проекта под названием «Of Mice & Men». Вскоре группа выпустила дебютное демо «Seven Thousand Miles for What?». Также ребята записали кавер на трек Lady Gaga — «Poker Face». Вскоре после этого Карлайл и басист Джаксин Холл стали искать других участников для своего проекта. На это у них ушло около месяца.
Одноимённый дебютный альбом группы увидел свет 9 марта 2010 года. В тот же год Остин не смог поехать в тур с группой, причиной тому стало редкое генетическое заболевание — Синдром Марфана, которое было выявлено у Остина, в связи с этим он был вынужден сделать операцию на сердце, в то время, как его группа гастролировала. В том туре его заменил фронтмен «Sky Eats Airplane» — Джерри Роуш.
В сентябре 2010 года, вскоре после ухода Крэйга Оуэнса из Chiodos, поползли слухи о том, что Карлайл придёт ему на смену. Но всё стало на свои места, после того, как было официально объявлено, что новым вокалистом Chiodos стал Брэндон Болмер.
На концерте памяти Митча Лакера он выступал в качестве приглашённого вокалиста.
30 декабря 2016 года Остин сообщил в своем инстаграм-профиле об уходе из группы Of Mice & Men в связи с болезнью.